# Domelapad
Het voormalige Domelapad (LAW 101) was een lange-afstand-wandelpad met een lengte van 165 kilometer. Het liep van Haren (Groningen) langs de grens van Drenthe en Groningen en de grens van Drenthe en Friesland naar Steenwijk (Overijssel).
Het pad was genoemd naar Ferdinand Domela Nieuwenhuis. Het verwijst hiermee naar de oorsprong van het Nivon dat het boekje (ISBN 90-70601-45-1) uitgaf.
Het pad wordt niet meer onderhouden en kan als niet meer bestaand worden beschouwd. Een deel van het Drentse tracé in 2009 is opgenomen in het Drenthepad.
1-1: Friese Woudenpad ·
1-2: Pionierspad ·
1-3: Floris V-pad ·
2: Trekvogelpad ·
3: Marskramerpad ·
4: Maarten van Rossumpad ·
5-1 t/m 5-3:Nederlands Kustpad ·
6: Grote Rivierenpad ·
7: Pelgrimspad ·
8: Zuiderzeepad ·
9: Pieterpad ·
10: Noaberpad ·
11: Grenslandpad ·
12: Overijssels Havezatenpad ·
13:Hertogenpad ·
14: Groot Frieslandpad ·
15: Westerborkpad ·
16: Romeinse Limespad ·
17: Waterliniepad